# Baghidin
Baghidin (arab. بغيدين) – wieś w Syrii, w muhafazie Aleppo. W 2004 roku liczyła 33 mieszkańców.